# Modulis
Modulis est un fournisseur canadien de solutions d'affaires en téléphonie IP avec le logiciel Asterisk qui existe depuis 2006.
ClearlyIP Inc. fait l'acquisition de Modulis en Décembre 2019.

## Création
L’entreprise a été fondée en 2006 dans le but de fournir des services de consultation open-source aux compagnies privées et aux organismes publics canadiens. À partir de 2009, Modulis a concentré ses activités sur sa branche VoIP. L’entreprise en a dès lors fait son activité principale.

## Activités
Modulis propose des systèmes téléphoniques de bureau complets avec communications unifiées, des installations et configurations personnalisées, des formations VoIP , des SIP trunks et des téléphones IP prêts à l’emploi.

### OpenPBX
OpenPBX offre une solution PBX aux entreprises qui ont besoin d’un système téléphonique IP de 20 à 2 000 extensions.

### AsteriskServices
AsteriskServices offre des solutions sur mesure aux entreprises qui désirent développer leur expertise en systèmes Asterisk ou qui nécessitent la mise en place de systèmes et programmes téléphoniques IP complexes et personnalisés.

### SIPSaver
SIPSaver offre des lignes SIP professionnelles aux entreprises.

### CloudPBX
CloudPBX est une solution PBX d'affaires hébergée dans le cloud.

### Modulis Online Store
Modulis propose du matériel VoIP professionnel au Canada sur https://www.voip-store.ca/

## Référence
1. ↑  http://sip-trunking.tmcnet.com/topics/enterprise-voip/articles/237032-modulisca-offers-asterisk-voip-training-program-canada.htm